# Tajiri (Osaka)
Tajiri (jap. 田尻町 Tajiri-chō) – miasto w Japonii, na wyspie Honsiu, w prefekturze Osaka. Według danych na rok 2020 miejscowość zamieszkiwało 8 434 mieszkańców , a gęstość zaludnienia wyniosła 1500,7 os./km².